# Mastodia mawsonii
Mastodia mawsonii är en lavart som beskrevs av C.W. Dodge 1948. Mastodia mawsonii ingår i släktet Mastodia och familjen Mastodiaceae.   Inga underarter finns listade i Catalogue of Life.